# 贾年吉
贾年吉（1950年—），辽宁辽中人，汉族，中华人民共和国政治人物、第十一届全国人民代表大会辽宁地区代表。
毕业于美国威斯康星国际大学工商管理专业，是中共党员。2008年，担任鞍山市人大常委会主任、担任全国人大代表。